# Zaouia di Dila
La zaouia di Dila fu una confraternita sufi marocchina fondata attorno al 1566, che ebbe un ruolo fondamentale nella vita politica e religiosa del Marocco fino al Settecento.
Nata e incentrata nella zona del Medio Atlante del Marocco, tradizionalmente abitata da berberi, la confraternita faceva capo alla città di Dila (le cui rovine sono situate a sud dell'attuale Khenifra) ed arrivò al suo apogeo alla metà del XVII secolo quando controllava gran parte del Marocco settentrionale ed il suo leader, Muhammad al-Hajj (1635-1688), venne proclamato sultano di Fès a seguito dell'espulsione della dinastia Sadiana.

## Storia

### Origine
La confraternita dilaita emerse all'interno delle tribù berbere Sanhaja di Mejjate, originariamente abitanti il corso superiore del fiume Moulouya e che migrarono successivamente, verso l'inizio del XV secolo, verso le zone pianeggianti dell'Atlante occidentale.
Intorno al 1566, sotto il regno del sultano del Marocco Abdallah al-Ghalib, il marabutto Abubakr ibn Muhammad as-Sanhaji al-Mejjati riunì sotto di sé i propri discepoli in una confraternita sufi. Sotto di lui e i suoi successori, la zaouia - all'epoca confinata principalmente entro funzioni sociali e religiose - iniziò ad intrattenere relazioni sempre più cordiali con il potere centrale marocchino.

### Salita al potere
Intorno al 1600, nel contesto del periodo di anarchia e tumulti seguito alla morte del sultano del Marocco Ahmad al-Mansur (1603) e dell'ascesa al trono di Zaydan al-Nasir nel 1613, numerose regioni del Marocco riuscirono a svincolarsi dal potere centrale. 
Fu così che zone come il Sous caddero sotto il controllo della zaouia di Illigh, mentre intorno a Rabat venne proclamata la Repubblica del Bou Regreg sotto i moriscos emigrati dalla Spagna riconquistata al cristianesimo e città come Tétouan si costituirono in piccoli stati locali, nel caso specifico governato dalla famiglia Naqsis.
Sotto l'impulso del leader Muhammad al-Hajj, il terzo capo dinastico della confraternita, la zaouia di Dila riuscì anch'essa a svilupparsi come movimento politico oltre che spirituale e sociale, mescolando l'ideologia esoterica sufi con le aspirazioni berbere di potere e indipendenza. Approfittando della debolezza della dinastia Sadiana e della divisione del paese, la confraternita di Dila riuscì a sottomettere numerose città nel nord e nel centro del Marocco fino a controllare le stesse Rabat, Fès e Meknès.

### Apogeo
La zaouia di Dila arrivò al suo apogeo alla metà del Seicento, dopo aver orchestrato l'assassinio del signore della guerra Mohammed al-Ayachi nel 1641 ed essere riuscita ad estendere completamente il proprio potere tra Fès, Tétouan e Ksar El Kebir sino alle pianure del nord-ovest, la città di Taza e il fiume Moulouya.
Mohammed al-Hajj, comandante della zaouia, governò Fès dal 1641 e ne venne proclamato sultano nel 1659 dopo la morte del precedente sultano sadiano Ahmad al-Abbas fino al 1663, quando gli Alawidi cominciarono la loro ascesa e intrapresero l'opera di riunificazione del Marocco.

### L'ultimo periodo
La conquista del potere in Marocco da parte degli Alawidi e l'ascesa al trono di Mulay al-Rashid nel 1666 fu un punto di svolta nella storia della zaouia di Dila, la quale perse progressivamente il proprio potere politico negli anni successivi.
Aḥamad ibn Abdallah, figlio di Muhammad al-Hajj, tentò con l'aiuto dei turchi di riconquistare il potere perduto organizzando una rivolta nel Medio Atlante intorno al 1677, facendo leva sugli elementi berberi.
Dopo i successi iniziali tuttavia, la rivolta fallì definitivamente e la zaouia venne completamente eliminata da Mulay Isma'il nel 1696.